# Outlaw in 'em
Outlaw in 'em is een hitsingle van de Nederlandse zanger Waylon. Het genre van het nummer is countryrock.

## Eurovisiesongfestival
Het nummer was de Nederlandse inzending voor het Eurovisiesongfestival van 2018 in Lissabon. Het lied werd intern geselecteerd. Vanaf 23 februari 2018 trad Waylon vijf uitzendingen achter elkaar op in het televisieprogramma De Wereld Draait Door, waarbij hij telkens een potentiële inzending liet horen. De keuze voor Outlaw in 'em had hij echter vooraf al gemaakt. Het nummer haalde uiteindelijk de 18e plek in de finale van in totaal 26 geplaatste landen.

## Hitnoteringen
Outlaw in 'em werd geen grote hit. In maart 2018, na de onthulling als het Nederlandse songfestivallied voor dat jaar, stond het één week op nummer 84 in de Single Top 100, om de week erna weer te verdwijnen. In de week na het Eurovisiesongfestival maakte de single een korte comeback op nummer 40. In de Nederlandse Top 40 stond het nummer in mei 2018 twee weken onder in de lijst genoteerd, nadat het eerst tien weken lang in de Tipparade had gestaan.

### NederlandseSingle Top 100
| Hitnotering: 10-03-2018 en 19-05-2018 | Hitnotering: 10-03-2018 en 19-05-2018 | Hitnotering: 10-03-2018 en 19-05-2018 | Hitnotering: 10-03-2018 en 19-05-2018 | Hitnotering: 10-03-2018 en 19-05-2018 |
| Week:                                 | 1                                     |                                       | 2                                     |                                       |
| ------------------------------------- | ------------------------------------- | ------------------------------------- | ------------------------------------- | ------------------------------------- |
| Positie:                              | 84                                    | uit                                   | 40                                    | uit                                   |

### Nederlandse Top 40
| Positie: | 37 | 40 | uit |

### NPO Radio 2 Top 2000
Outlaw in 'em stond alleen in 2019 in de NPO Radio 2 Top 2000, op plek 1552.